# Operacja Barbarossa (film)
Operacja Barbarossa (serb.-chorw. Dvoboj za južnu prugu) – jugosłowiański dramat wojenny z 1978 roku w reż. Zdravko Velimirovicia.

## Opis fabuły
II wojna światowa. Przełom roku 1941 i 1942 w okupowanej Jugosławii. W południowej Serbii grupy komunistycznej partyzantki próbują zakłócić dostawy posiłków niemieckich nad Morze Śródziemne i do Afryki Północnej. Oddział dowodzony przez tow. Stankowicia dokonuje nieustannych ataków na linię kolejową o strategicznym znaczeniu Nisz-Sofia, wykrwawiając się w walkach z ochraniającymi ją oddziałami bułgarsko-niemieckimi. Wkrótce z partyzanckiego oddziału, pomimo bohaterstwa jego członków, pozostaje już tylko garstka ludzi. Reszta ginie w akcji, obławach lub wpada w ręce okupantów. Pomimo to, wiosną 1942 partyzantom udaje się w końcu zniszczyć arterię – rozbierają ją szyna po szynie przy pomocy miejscowych mieszkańców. Wcześniej, w udanej zasadzce niszczą ochraniający ją niemiecki pociąg pancerny.   

## Obsada aktorska
- Dragomir "Gidra" Bojanić – tow. Stankowić
- Voja Mirić – mjr Kenig
- Nada Vojinović – Rosa
- Neda Spasojević – mniszka
- Danica Ristovski – Jelena
- Mladen Barbarić – kolejarz Srećko
- Duszan Bojanović – Aleksa
- Rastisław Jović – Robert
- Marko Nikolić – Misza
- Boro Begović – Maksym
- Slavica Borćewić – mniszka
- Duszman Borćewić – policjant
- Iwan Jgodić – dowódca czetników
- Ranko Goczevac – czetnik
- Dobrica Jovanović – Dragi
- Daniło Lazović – komisarz
- Dobrica Jovanovic – niemiecki agent
- Dragan Lukic – chłopiec z trąbką
- Danijel Obradowic – bułgarski pułkownik
- Tichomir Pleskowic – niemiecki generał
- Sima Erczevic – komendant miasta
- Slavko Sztimac – Bane
- Veljko Mandić – ojciec Bane

i inni. 